# The Predator
The Predator är ett musikalbum (hiphop) av Ice Cube från 1992. Albumet är Ice Cubes tredje soloalbum och med den sålde han dubbelt platina och släppte samtidigt Guerillas in tha Mist med Da Lench Mob.

## Låtlista
1. "The First Day of School" — 1:20
2. "When Will They Shoot?" — 4:36
3. "I'm Scared" — 1:32
4. "Wicked" — 3:55
5. "Now I Gotta Wet 'Cha" — 4:02
6. "The Predator" — 4:03
7. "It Was a Good Day" — 4:20
8. "We Had to Tear This Mothafucka Up" — 4:23
9. "Fuck 'Em" — 2:02
10. "Dirty Mack" — 4:33
11. "Don't Trust 'Em" — 4:06
12. "Gangsta's Fairytale, Pt. 2" — 3:19
13. "Check Yo Self" (med Das EFX) — 3:42
14. "Who Got the Camera?" — 4:37
15. "Integration" — 2:32
16. "Say Hi to the Bad Guy" — 3:19